# トンネルシリーズ
『トンネルシリーズ』（英:Tunnels）は、イギリスの作家ロデリック・ゴードンとブライアン・ウィリアムズによる児童文学、ファンタジー小説。

## 概要
ロンドンで暮らす14歳の少年ウィル・バローズが友人のチェスターとともに、消えた父親が掘っていたトンネルの先へと進み、そこで繰り広げられる冒険を描いた物語。
大学時代によく一緒に小説を書いていたロデリック・ゴードンとブライアン・ウィリアムズは、2001年にゴードンが勤めていた銀行をリストラされたのを機に再会、2004年、シリーズの第一作『トンネル』を書きあげた。日本語訳はゴマブックスから2007年に出版された（訳:堀江里美,田内志文）。イギリスで一作目が出版された当時、「ハリーポッターの後継者はこの本だ」として大きく話題になっていた。ハリーポッターの出版を決めた編集者、バリー・カニンガムも「トンネルを最初に手にしたときからハリーポッターを読んだときと同じ感覚があり、自分の手にすごいものがあると気づいた」と述べている。しかし日本ではハリーポッターのようなヒットにはならず、2008年に二作目の『トンネルII 謎の暗黒世界ディープス』（訳:堀江里美,田内志文）（英:Deeper）を出版したのち続編がゴマブックスから出版されることはなかった。日本語訳が出版されなくなってからしばらくして、今度は学研プラスが日本語訳を出版した。「地底都市コロニアシリーズ」として一作目「トンネル:迷宮への扉」（訳:橋本恵）と、二作目「ディープス:サバイバーの絆」（訳:橋本恵）が2016年に、三作目「フォール:自由への落下」（訳:橋本恵）（英:Freefall）が2017年に出版された。シリーズ四作目以降の「Closer」「Spiral」「Terminal」の日本語訳は現在存在しない。
第一作の帯によれば世界37か国で出版された。

## 年譜
- 2001年 - ロデリック・ゴードンが銀行をリストラされ、ブライアン・ウィリアムズと共に小説を書き始める。
- 2004年 - 第一作「Tunnels」を書きあげる。
- 2005年 - 「Tunnels」が著者らにより自費で出版される。
- 2007年7月2日 - 「Tunnels」がChicken Houseにより再出版される。
- 2007年12月4日 - 第一作の日本語訳「トンネル」（上・下）がゴマブックスから出版される。[1]
- 2008年5月5日 - 第二作「Deeper (小説)（英語版）」が出版される。
- 2008年7月29日 - 第二作の日本語訳「トンネルII 謎の暗黒世界ディープス」（上・下）が出版される。[3]
- 2009年5月4日 - 第三作「Freefall（英語版）」が出版される。
- 2010年5月3日 - 第四作「Closer (小説)（英語版）」が出版される。
- 2011年9月1日 - 第五作「Spiral (小説)（英語版）」が出版される。
- 2013年5月6日 - 第六作「Terminal (小説)（英語版）」が出版され完結。
- 2016年2月23日 - 第一作の新しい日本語訳「トンネル:迷宮への扉」（上・下）が学研プラスから出版される。[4]
- 2016年8月23日 - 第二作の新しい日本語訳「ディープス:サバイバーの絆」（上・下）が出版される。
- 2017年3月7日 - 第三作の日本語訳「フォール:自由への落下」（上・下）が出版される。

## シリーズ
1. Tunnels/トンネル/トンネル:迷宮への扉
2. Deeper/トンネルII 謎の暗黒世界ディープス/ディープス:サバイバーの絆
3. Freefall/フォール:自由への落下
4. Closer
5. Spiral
6. Terminal

## 登場人物
- ウィル・バローズ - 採掘が趣味の14歳の少年。真っ白なもじゃもじゃの髪に淡いブルーの瞳を持つ
- ロジャー・バローズ博士 - ウィルの父親。博物館館長であり、採掘に情熱を傾けている
- レベッカ・バローズ - ウィルの妹になりすましていたスティックスの少女。12歳
- バローズ夫人 - ウィルの母親。テレビ依存症
- チェスター・ロールズ - ウィルの親友で、一緒にトンネルを掘り出す。
- サラ・ジェローム - ウィルの生みの母親。
- カレブ・ジェローム（カル） - ウィルの弟。地下世界の少年
- ジェローム氏 - カルの父親。地下世界では政府関係者
- タム・マコーリー - ウィルとカルのおじ
- クローフライ - タムを執拗に追いかけるスティックスの一人。
- ガブリエル・マーティノー卿 - 17世紀のハイフィールドで活躍した有力者
- ドレイク
- エリオット